# Mayhem (álbum de Lady Gaga)
Mayhem —estilizado en mayúsculas, en español: Caos— es el octavo álbum de estudio de la cantautora estadounidense Lady Gaga, lanzado el 7 de marzo de 2025 bajo el sello de Interscope Records. Desarrollado entre 2022 y 2024, refleja lo que la cantante describe como un homenaje a su «amor por la música, que reúne una amplia variedad de géneros, estilos y sueños diferentes». Todas las canciones fueron compuestas y producidas por Gaga en colaboración con Andrew Watt, Cirkut y Gesaffelstein, entre otros, además de incluir un tema junto a Bruno Mars. Musicalmente, Mayhem abarca géneros como el dance pop, la música industrial y el synth-pop, además de incluir elementos de funk, house, disco y soft rock. Según la artista, el proyecto le permitió «ser caótica con los géneros y con las decisiones», explorando su vulnerabilidad de una manera más personal. En cuanto a sus letras, el álbum profundiza en temas como el amor, el caos, la fama, la identidad y el deseo, mediante metáforas de transformación, dualidad y excesos, que reflejan el impacto de la celebridad y la tensión entre la imagen pública y la persona real.
Mayhem recibió aclamación universal por parte de la crítica especializada, que lo destacó como un sólido retorno a sus raíces pop con un sonido fresco y experimental. Los críticos elogiaron especialmente la producción, la diversidad estilística, la audacia artística y la capacidad de Gaga para equilibrar diferentes géneros y conceptos en un álbum cohesivo. En el sitio Metacritic logró una puntuación de 84 sobre 100, convirtiéndose en el álbum mejor calificado de su carrera. Comercialmente, Mayhem tuvo una destacada recepción, alcanzando la primera posición en las listas de álbumes más vendidos de 23 países, como Alemania, Argentina, Australia, Austria, Bélgica, Canadá, España, los Estados Unidos, Finlandia, Irlanda, Italia, Nueva Zelanda, Portugal, el Reino Unido y Suiza, entre otros. Además, registró el mayor debut para un álbum femenino en Spotify en 2025 y marcó la semana más grande del año para un álbum femenino en Estados Unidos.
Como parte de la promoción, en agosto de 2024 se lanzó el sencillo promocional «Die with a Smile», que alcanzó el primer puesto en más de 25 listas de éxitos, incluido el Billboard Global 200, recibió un Grammy y rompió el récord de la canción que más rápido llegó a mil millones de reproducciones en Spotify. Posteriormente, en octubre se estrenó el sencillo principal, «Disease», recibiendo elogios por su producción y su retorno a sonidos de sus inicios. En febrero de 2025 lanzó el segundo sencillo del disco, «Abracadabra», que también fue bien recibido por la crítica y tuvo un buen desempeño comercial, logrando la quinta posición del conteo Global 200. Gaga realizó la gira promocional denominada The Art of Personal Chaos, con presentaciones en Coachella, México, Singapur y Brasil, donde ofreció un espectáculo gratuito en la playa de Copacabana que reunió a más de 2.5 millones de personas, convirtiéndose en el evento más multitudinario de su carrera y el mayor registrado por una artista femenina en solitario. Más adelante, emprendió la gira mundial The Mayhem Ball, con fechas en América, Europa y Oceanía.

## Antecedentes y desarrollo
En 2022, Gaga recorrió varios países del mundo como parte de su gira The Chromatica Ball y comenzó a trabajar en nuevo material, del cual compartió fotografías desde el estudio de grabación. En septiembre de 2023, la cantante colaboró con The Rolling Stones en el tema «Sweet Sounds of Heaven». Mick Jagger explicó que la colaboración surgió por accidente, ya que la banda descubrió que Gaga estaba grabando en el estudio contiguo durante una sesión. En marzo de 2024, Gaga habló públicamente sobre el proyecto por primera vez, declarando en una entrevista que estaba «escribiendo algunas de las mejores canciones que puedo recordar». En mayo de 2024, HBO Max publicó el especial televisivo Gaga Chromatica Ball, donde al final se mostró un avance de un tema inédito de la cantante, «Shadow of a Man», y el mensaje «LG7. Gaga Returns» (traducible como «LG7. Gaga regresa»). Durante la presentación del filme en Los Ángeles, amplió detalles sobre el proceso creativo del álbum y comentó:

Estoy en el estudio todos los días, escribiendo y produciendo música distinta a todo lo que hice antes. Me gusta romper géneros y explorar nuevos sonidos. Ahora experimento con la intensidad artística, algo que surgió durante la gira. Hay belleza en saber que serás amado sin importar lo que hagas.

A finales de julio de 2024, la cantante actuó en la ceremonia de apertura de los Juegos Olímpicos de París 2024 y sorprendió a varios seguidores que se encontraban fuera de su hotel en París al reproducir fragmentos de dos temas inéditos, los cuales resultaron ser «Abracadabra» y «Perfect Celebrity». Posteriormente, en septiembre, reveló en sus redes sociales que el lanzamiento del sencillo principal del álbum, «Disease», estaba planeado para fines de octubre de 2024. Ese mismo mes, la artista concedió una entrevista a la revista Vogue, donde habló del disco y su alegría de volver a hacer música pop, además de presentar un avance de una canción inédita. La publicación describió el tema como «intenso e inquietante» y comparó su estilo con el de los primeros éxitos de Gaga, al mezclar «una energía bailable con un toque de inquietud». En diciembre de 2024, confirmó que su canción «Die with a Smile», lanzada previamente en agosto, formaría parte del álbum.

## Lanzamiento
El 21 de enero de 2025, Gaga lanzó en su página web una cuenta regresiva que culminaría el 27 de ese mes. Cada día, la página mostraba un diseño inspirado en sus álbumes anteriores, organizados en orden cronológico: The Fame (2008), The Fame Monster (2009), Born This Way (2011), Artpop (2014), Joanne (2016), Chromatica (2020) y Harlequin (2024). Al concluir la cuenta regresiva, reveló el título del álbum, Mayhem, junto con su portada y su fecha de lanzamiento programada para el 7 de marzo de 2025. Paralelamente, se anunció que estrenaría un avance del videoclip de su nuevo sencillo durante una pausa comercial de la 67.ª edición de los Premios Grammy. Al finalizar la gala, lanzó oficialmente «Abracadabra» en sus plataformas. Un mes después, el 17 de febrero, actualizó nuevamente su página web, esta vez con un fondo interactivo en el que los usuarios podían descubrir fragmentos de letras del disco, los cuales aparecían y desaparecían al mover el cursor. Al ingresar al sitio, se mostraba el mensaje «What's in a gothic dream?» («¿Qué hay en un sueño gótico?»), y entre las líneas descubiertas se encontraban letras como «Choke on the fame and hope it gets you high» («Atragántate con la fama y espera que el efecto te haga volar») y «I'll burn a hole right through your eyes» («Quemaré un agujero a través de tus ojos»), entre otras.
El 22 de febrero, la cantante anunció a través de sus redes sociales el listado de canciones de Mayhem, compuesto por 14 temas en su versión estándar y dos bonus tracks. El 21 de febrero, en una entrevista con Spotify, Gaga presentó adelantos de «Perfect Celebrity» y «The Beast», además de anticipar un evento con seguidores el día previo al lanzamiento del álbum. Posteriormente, el 5 de marzo, en colaboración con ESPN, reveló un adelanto de «Garden of Eden», que fue seleccionada como la canción oficial de su temporada 2025. El 7 de marzo, Mayhem fue lanzado mundialmente a través de Interscope Records en formatos de CD, descarga digital, streaming y disco de vinilo. Asimismo, se lanzaron ediciones físicas limitadas en distintos formatos, incluyendo vinilos y cassettes con la portada original.

## Composición y grabación
Gaga escribió y produjo todas las canciones de Mayhem en colaboración con productores como Andrew Watt, Cirkut y Gesaffelstein, entre otros, y contó con la producción ejecutiva de la propia Gaga, Andrew Watt y Michael Polansky. Las sesiones de grabación, llevadas a cabo entre 2022 y 2024, tuvieron lugar en estudios como Shangri-La en Malibú, donde la artista también trabajó en su álbum Joanne (2016) y la banda sonora de A Star Is Born (2018), y Glenwood Place Recording en Burbank. También se grabaron canciones en The Village Studios en West Los Angeles, Henson Recording Studios en Hollywood y Shampoo Press & Curl Studios. Las mezclas se realizaron en MixStar Studios en Virginia Beach, mientras que la masterización tuvo lugar en Sterling Sound, en Edgewater, Nueva Jersey.
Gaga declaró que, durante la creación de Mayhem, compuso y grabó más de 50 canciones. De ese conjunto, seleccionó 14 para la versión estándar y se incluyeron dos bonus tracks en ediciones especiales. Explicó que el álbum marcó su regreso a un proceso de grabación menos convencional, combinando instrumentación en vivo con programación digital, y experimentando con sonidos únicos a través de instrumentos analógicos. Afirmó que a diferencia de trabajos anteriores donde seguía una dirección estilística más definida, se permitió «la libertad de ser caótica con los géneros y con las decisiones». Según Rolling Stone, el álbum rinde homenaje a los géneros y artistas que influyeron en Gaga, con un sonido «caótico y cambiante» que atraviesa múltiples estilos musicales. De acuerdo con la artista, Mayhem buscó alejarse de la idea de definir un concepto estilístico específico, evitando «darle un atuendo» a la música. En una entrevista con Elle, lo describió como «un redescubrimiento personal» donde confrontó luchas y aprendió a aceptarse. Explicó que el álbum la hace sentir particularmente vulnerable, ya que, a diferencia de trabajos anteriores como Chromatica, Joanne o Artpop, en los que exploró distintas facetas de sí misma, esta vez se muestra de manera más auténtica: «Todas siguen ahí, pero esta vez soy yo quien compone, y es algo real. Cada canción tiene su lugar dentro del disco, y juntas forman un arco narrativo que comienza con algo inquietante y culmina en la esperanza que encontré con mi pareja mientras lo creaba. Ahora sigo adelante en este caos, pero acompañada». Asimismo, Gaga señaló que este viaje introspectivo la llevó a «aceptar todas las partes de sí misma», destacando que:

Al hacer este álbum, realmente pude amarme a mí misma a través de todo eso. Parte del mensaje, incluso en la primera canción del álbum, es que tus demonios están contigo al principio y también están contigo al final. Y no lo digo de una manera sombría. Tal vez podamos hacernos amigos más pronto de esta realidad, en lugar de estar corriendo todo el tiempo.

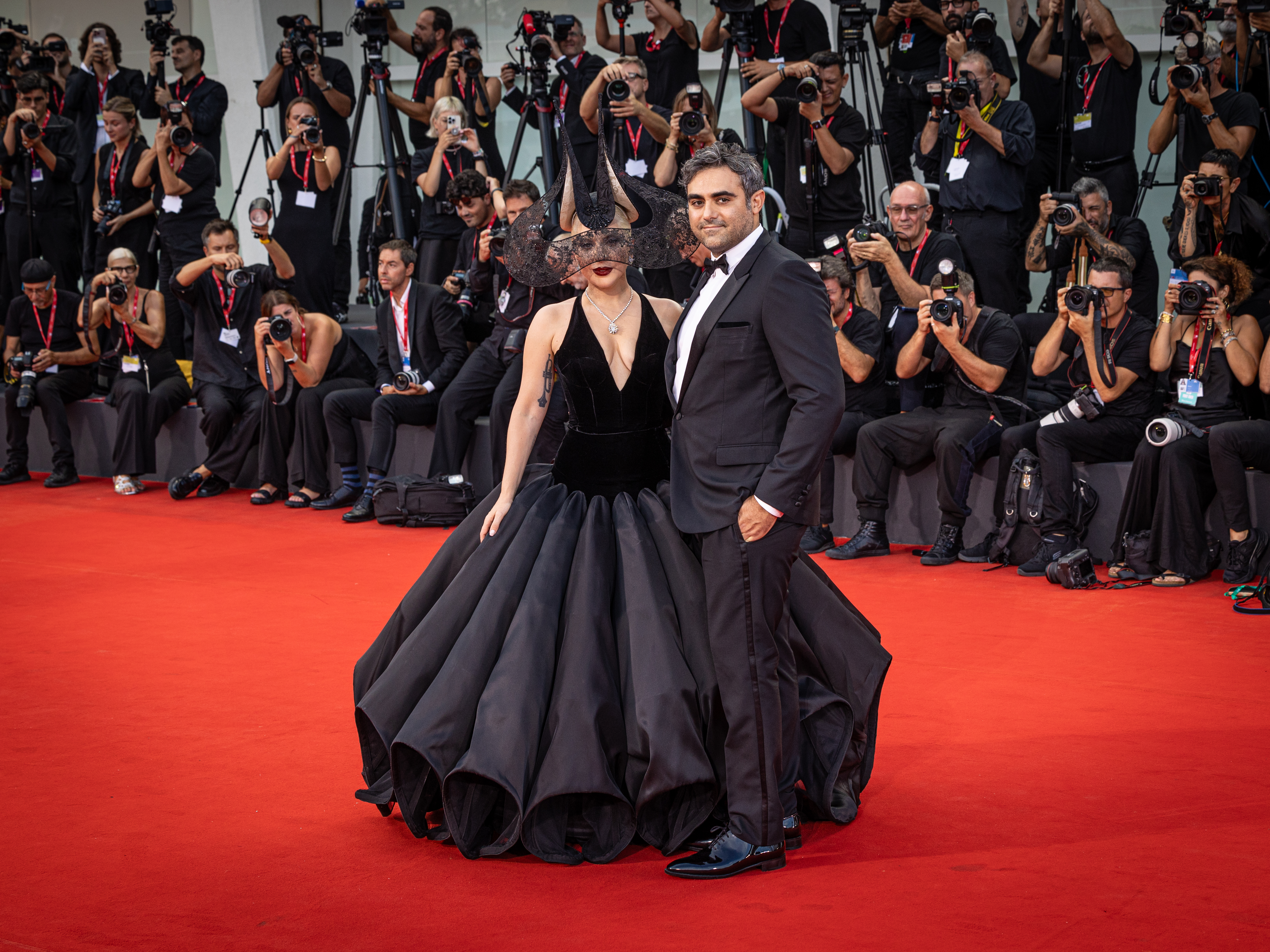
Gaga junto a su pareja, Michael Polansky, coautor de varias canciones de Mayhem; ambos son además productores ejecutivos del álbum.

La cantante afirmó a Vogue que su pareja, Michael Polansky, quien también coescribió algunas canciones del álbum, fue clave al inspirarla a regresar al pop: «Michael me dijo: "Amor, te amo. Necesitas hacer música pop"» y aseguró que ese momento marcó un punto de inflexión en el proceso creativo. Aseveró que, a diferencia de Chromatica (2020), concebido desde un lugar de oscuridad, Mayhem representa «una felicidad renovada». Mencionó que su relación le permitió reconectar con su arte y encontrar un equilibrio entre su vida personal y su carrera. Explicó que una conversación con él sobre cómo le gustaría que le propusiera matrimonio la inspiró a escribir «Blade of Grass», tomando como referencia una frase espontánea que mencionó en ese momento y el césped de su jardín. En una entrevista con Las Culturistas, reveló que estuvo a punto de excluir «How Bad Do U Want Me» del álbum, pero Polansky la convenció de mantenerla, asegurándole que a sus seguidores «les encantaría». La cantante señaló que, en ocasiones, su reacción a las canciones pop extremadamente pegadizas es incierta, afirmando que «a veces, cuando algo es muy pop, simplemente tengo una reacción extraña. Sentí lo mismo con "Just Dance", así que gracias a Dios no me hice caso en ese entonces». En el programa The Howard Stern Show, Gaga describió la composición de «Abracadabra» como una de las más inmediatas, afirmando que:

Primero hicimos la pista y comencé a escribir los versos. Llegamos a ese punto y dije: “Bien, ahora esto necesita explotar”. Sacamos la guitarra, nos sentamos al piano y construimos el pre-estribillo y el estribillo. Volvimos a la pista, pusimos la música sobre eso y armamos la canción. Diría que en 30 minutos ya la teníamos. No siempre son exactamente 30 minutos, 10 minutos o una hora. A veces ni siquiera encuentro un estribillo de inmediato, pero quizá aparece al día siguiente. Ese no fue el caso con Mayhem, porque normalmente no me gusta dejar una canción incompleta esperando.

El productor Andrew Watt describió la grabación como un proceso «espontáneo», mencionando que «Gaga escucha algo, toma el micrófono y fluye». Por su parte, Cirkut comentó a Billboard que el objetivo con «Disease» fue capturar «la esencia inconfundible de Gaga» con un sonido contemporáneo.  Describió la pista como «atrevida y agresiva», destacando el reto de equilibrar lo familiar con lo novedoso. Junto a Watt, incorporaron elementos dramáticos y teatrales, buscando un sonido potente que, según Cirkut, «impacta de manera inmediata al oyente». Sobre su colaboración con Bruno Mars, Gaga contó que una noche, mientras trabajaba en el álbum, recibió una llamada del cantante y decidieron reunirse en un estudio cercano. Esa misma noche completaron «Die with a Smile», inspirándose en las armonías de los años 70 y en colaboraciones como las de Carole King y James Taylor. Watt detalló que la sesión fue completamente en vivo, con Gaga anotando los acordes y líneas de bajo mientras Mars tocaba la guitarra. La colaboración surgió durante la producción del álbum y, aunque inicialmente no estaba prevista para ser incluida en el disco, Gaga afirmó que terminó siendo la «pieza faltante» que conectaba sus temas centrales: amor, caos y reconciliación. Watt, por su parte, aseguró que la canción siempre estuvo pensada para Mayhem. En una conversación con Rolling Stone, Gaga mencionó que «Killah», su colaboración con Gesaffelstein, la sacó de su «zona de confort» y la consideró la canción de la que se siente «más orgullosa». Describió el tema como uno de sus favoritos del álbum y destacó la contribución del productor francés, a quien señaló como el principal artífice del sonido por su enfoque creativo en la producción, afirmando que:

Amo la producción de «Killah», es tan divertida y segura. Nunca había trabajado con un groove así. No siempre soy tan confiada, pero en esta canción alcanzo mi máxima seguridad, como ese momento de la noche en que te sientes en la cima.

## Concepto

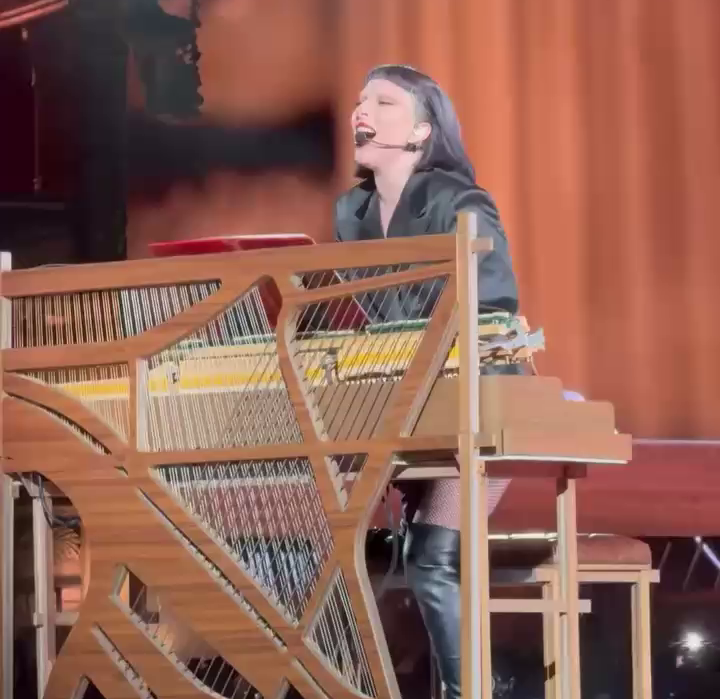
Gaga interpretando «Vanish Into You» durante su concierto en la playa de Copacabana, Río de Janeiro, el 3 de mayo de 2025.

### Título y enfoque
Según Gaga, la inspiración para crear Mayhem surgió de un período de introspección y desafíos personales. Lo describió como «un viaje transgresor» que refleja sus diversas influencias musicales y experiencias de vida. En una entrevista con Rolling Stone, lo definió como una obra ecléctica que fusiona distintos géneros, estilos y emociones, guiada por su amor por la música. Sobre su concepto, señaló:

El disco está impregnado de mi amor por la música: una diversidad de géneros, estilos y sueños. Salta de un género a otro de una forma casi corrupta y culmina con amor. Esa es la respuesta a todo el caos de mi vida: encuentro paz en el amor. Cada canción que escribí fue producto de dejarme llevar por diferentes sueños relacionados con el pasado, casi como un recuerdo de todas esas malas decisiones que tomé a lo largo de mi vida. Hay momentos en los que, sonoramente, llevamos el sonido al extremo, mientras que en otros, todo gira en torno al amor. Eso, para mí, representa el verdadero caos. A veces es difícil ver la luz, pero creo que lo que hace que el caos interno sea más desafiante es cuando, de vez en cuando, alcanzas a vislumbrar el sol. Por eso, el álbum tiene un poco de todo. Es una experiencia completa.

Profundizando en el proceso creativo, la intérprete comentó que «el álbum comenzó como un enfrentamiento con mi temor de volver a la música pop que mis primeros seguidores amaban». Lo definió como «una carta de amor a mis fans y a mí misma, una celebración de la belleza que surge del caos», y afirmó que su desarrollo implicó una reconstrucción tanto personal como artística. También expresó que reflexiona sobre el pasado mientras abraza quién es hoy, reconociendo cómo la música la ayudó a recomponerse a lo largo del tiempo. En sus palabras, «Mayhem es, de alguna manera, la respuesta a todas las formas en las que me sentí fragmentada [...] y cómo, en este disco, volví a sentirme completa». En una entrevista con InStyle, reflexionó sobre su identidad artística y señaló que el álbum la llevó a enfrentar emociones complejas vinculadas a la construcción de personajes en su juventud, ayudándola a comprender que ella misma era quien guiaba su propio proceso creativo. La artista declaró que inicialmente consideró titular el álbum Perfect Celebrity y explorar un sonido electro-grunge, pero finalmente optó por una dirección diferente, explicando que «el álbum se llama Mayhem para conmemorar un pedazo de mí y un pedazo de vida que no siempre es fácil de aceptar», añadiendo que:

Al principio, me resultó difícil llamar al álbum Mayhem, ya que no quería que esa sensación se convirtiera en una realidad. También soy una persona esperanzada, soñadora, pero a lo que creo que finalmente llegué es a todos; son las fracturas de quiénes somos y las fracturas en el mundo y el caos de esa quebrantamiento que en última instancia nos enseña el poder de la alegría, y bailar y llorar y reír y escuchar música y abrazar a tus amigos y a tu familia y repetir. Este álbum es divertido y disfruté del contraste de que se llame Mayhem.

Gaga confirmó en una entrevista con Elle que el título del álbum también corresponde al nombre de un personaje cuya presencia se percibe a lo largo de las catorce canciones del disco: Mayhem. En el videoclip de «Disease», dicho personaje —una versión oscura y demoníaca de la cantante— aparece como una figura de ojos ensangrentados que conduce un automóvil y atropella a una de sus propias versiones, mientras que, en el video de «Abracadabra», Mayhem reta a la audiencia a «bailar por sus vidas».

### Portadas

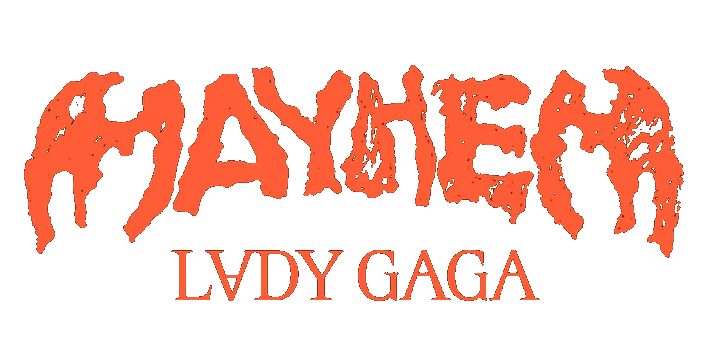
Logo de Mayhem.

La portada de Mayhem fue revelada el 27 de enero de 2025 a través del sitio web y las plataformas oficiales de Gaga. Antes del anuncio oficial, se colocaron carteles publicitarios en ciudades como Nueva York y Las Vegas que mostraban una fotografía en blanco y negro de la cantante, acompañada por el título del álbum y la fecha de lanzamiento escritos en rojo en la parte inferior. Para la edición estándar, Frank Lebon capturó una imagen de Gaga con un corte de cabello negro desaliñado y su rostro ligeramente distorsionado detrás de un vidrio roto. En una entrevista con Harper's Bazaar, la intérprete comparó el proceso creativo del álbum con «reconstruir un espejo roto: aunque no se puedan colocar las piezas de manera perfecta, se puede crear algo hermoso y completo de una forma completamente nueva», declaración que coincide con la estética visual de la portada. La contraportada mantiene el esquema en blanco y negro, con Mayhem escrito en una tipografía distorsionada y agresiva, mientras que el nombre Lady Gaga aparece debajo en una fuente más clásica, con la letra «A» estilizada como un símbolo invertido. Mayhem cuenta con otras variantes de portada disponibles en ediciones especiales y vinilos exclusivos, las cuales presentan diferentes fotografías de la cantante con una estética similar. Entre ellas, se encuentra una edición en vinilo blanco opaco exclusiva de Amazon, así como una versión en vinilo rubí translúcido disponible en la tienda oficial de Gaga. Estas ediciones limitadas han sido destacadas por su diseño único, alineado con la identidad visual del álbum. El arte de álbum ha sido objeto de análisis por parte de diversos medios especializados. En su reseña del álbum, Rich Juzwiak de Pitchfork comentó que «las distintas versiones de la portada presentan retratos fragmentados de Gaga, reflejando la bifurcación de su identidad, un tema central en el álbum».

### Dirección artística
La era Mayhem estuvo marcada por una estética oscura, vanguardista y con influencias góticas. A lo largo de la promoción del álbum, la cantante utilizó atuendos monocromáticos que reforzaban este concepto, combinando referencias del cyberpunk, el gótico moderno y la alta costura. Gaga describió la estética general del proyecto como «algo ansioso en su núcleo, pero con un enfoque poético y visualmente impactante a pesar de su oscuridad». Asimismo, señaló que la dirección artística del proyecto estuvo influenciada por la ansiedad que experimenta al crear música, un sentimiento que, según ella, atraviesa todo el proceso hasta que logra plasmar sus ideas de manera tangible. En una entrevista con InStyle, afirmó que esta sensación también se reflejó en la construcción visual del álbum, señalando:

Desde una perspectiva de color, estaba realmente emocionada al principio por explorar cosas que fueran audaces, pero también quizá un poco provocadoras de ansiedad, porque hay una ansiedad que siento cuando hago música.

Para la confección de los vestuarios de los videoclips, Gaga trabajó con diversos diseñadores. En «Disease», utilizó creaciones de Peri Rosenzweig, Nick Royal, Charles de Vilmorin y Comme des Garçons, mientras que en «Abracadabra», los trajes fueron diseñados por Olivier Theyskens y Sam Lewis, con sombreros de Stephen Jones y Maximilian Gedra, y accesorios de Chrome Hearts y Dosisg6c. Para este último video, Gaga destacó que trabajó con su equipo para minimizar el impacto ambiental del vestuario, reutilizando materiales como viejos vestidos de novia y telas desechadas de proyectos anteriores. La dirección artística de los videoclips de Mayhem ha sido comparada con la era The Fame Monster (2009) por su estética oscura y teatral. Vogue describió la propuesta visual como «una fantasía de moda retorcida, a partes iguales glamorosa y grotesca», destacando los trajes y maquillajes vanguardistas. Otros medios, como Rolling Stone, Billboard y Pitchfork, resaltaron la meticulosa combinación de arte y alta costura, comparando el estilo con «Bad Romance» (2009) y enfatizando su calidad conceptual y cinematográfica.
Durante febrero de 2025, en eventos como la 67.ª edición de los Premios Grammy y el FireAid Concert, la cantante mantuvo una imagen coherente con vestidos dramáticos en negro, siluetas estructuradas y detalles llamativos como su corte bob con flequillo mini y cejas decoloradas. En los Grammy, vistió un conjunto negro de inspiración victoriana diseñado por Samuel Lewis, acompañado de un collar de archivo de Tiffany & Co., elaborado bajo la dirección de Louis Comfort Tiffany. Un mes después, en su presentación en Saturday Night Live el 8 de marzo, Gaga continuó esta estética teatral con dos atuendos contrastantes: en «Abracadabra», evocó la iconografía de su videoclip con un conjunto rojo de diseño estructurado, mientras que en «Killah» cambió a un atuendo morado que, según Variety, parecía un guiño a Prince y al glam rock. La revista describió su puesta en escena como «hipercinética», destacando tanto la energía de su interpretación como la cuidada dirección visual. Tras el programa, Gaga fue vista con un body de Victoria's Secret complementado con un tocado del diseñador español Betto García, pieza que, según Vogue, demostró «su habilidad para integrar moda vanguardista en su imagen artística».

## Contenido musical
| |  |
| |  |
| Gaga citó el rock teatral de Radiohead, David Bowie y Prince como una de las principales influencias para Mayhem. |  |

### Géneros e influencias
Musicalmente, Mayhem abarca géneros como el dance pop, la música industrial y el synth-pop, además de incluir elementos de funk, house, disco y soft rock. El álbum marca el regreso de Gaga a un sonido más audaz y experimental, alejándose de la estética de Chromatica (2020) y retomando elementos del estilo ecléctico que caracterizó sus inicios. Según la artista, el proyecto es un homenaje a su «amor por la música, que reúne una amplia variedad de géneros, estilos y sueños diferentes». Entre sus influencias durante el proceso creativo de Mayhem, Gaga citó: 

La música alternativa de los noventa, electro-grunge, el rock teatral de David Bowie, Prince y Radiohead, guitarra y actitud, líneas de bajo funky, música electrónica francesa y sintetizadores analógicos.

En una entrevista con Los Angeles Times, explicó que Mayhem está fuertemente influenciado por la música industrial, reflejando su interés en explorar distintas facetas de la electrónica, y destacó su constante búsqueda por fusionar géneros: «Puede que algunos me hayan criticado por no seguir una sola línea musical, pero justamente eso es lo que me da vida». A nivel sonoro, el álbum combina influencias del electro-grunge, el rock teatral y el funk, generando una producción variada pero cohesiva. Rolling Stone lo describió como «una fusión de sus raíces electrónicas con una energía desbordante», mientras que The Guardian destacó su capacidad para mezclar industrial, house y disco sin perder relevancia. NME y Clash coincidieron en que el disco representa un regreso al «pop maximalista» de la artista, con ganchos memorables y una producción que varía entre el eurodance, el funk setentero y la experimentación sonora. The Independent señaló que el disco se distingue por su caos controlado, fusionando la intensidad de sus primeros trabajos con una producción moderna y pulida.
Además de su diversidad estilística, Mayhem también se caracteriza por una estructura no convencional, en la que cada canción funciona como un capítulo dentro del concepto global del álbum. Según Gaga, todas las pistas «se necesitan entre sí» para que el proyecto tenga sentido y logre cohesión en su conjunto, y su intención era «romper con la idea de un solo sonido» y explorar diferentes emociones a través de la música. En declaraciones a Rolling Stone, expresó que «quería recorrer viejos caminos a la vez que abría otros nuevos. Hay algunos momentos en el álbum en los que algunas personas podrían decir: “Oh, eso me recuerda a esto”, porque tengo un estilo, pero he hecho un esfuerzo musical para llevarme a un nuevo lugar». La intérprete ha descrito el disco como «una serie de sueños góticos donde conviven la energía del dance pop, la oscuridad del industrial y la teatralidad del rock».

### Canciones

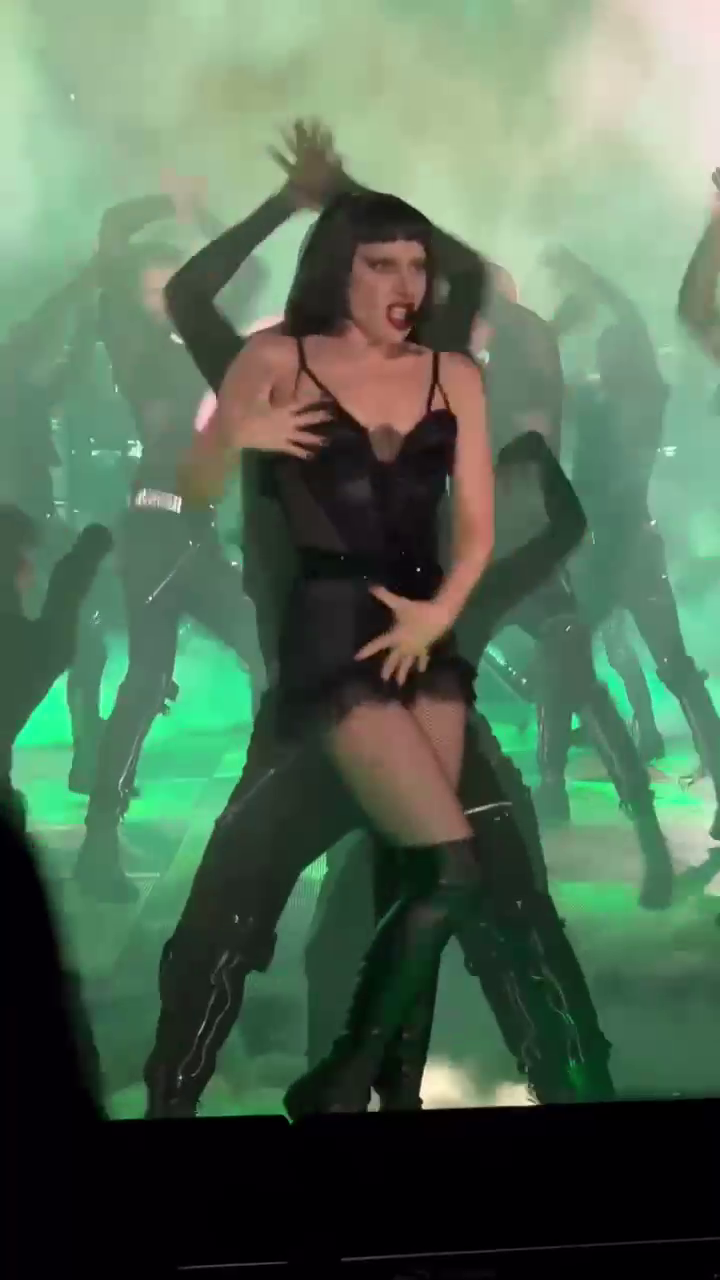
Gaga interpretando «Garden of Eden» durante su concierto en Rio de Janeiro en 2025.

Los principales tópicos dentro de Mayhem son la fama, la identidad, el deseo y el caos, explorados a través de metáforas de transformación, dualidad y excesos. Las canciones abordan el impacto de la celebridad, la lucha interna entre la imagen pública y la persona real, así como la euforia y el desenfreno como forma de escape.
El disco abre con «Disease», una pista de géneros dance pop, EDM e industrial, además de combinar elementos del pop, rock, dance y rage, en la que Gaga expresa el deseo de sanar a su amante, con un tinte obsesivo por ser la única capaz de curar su enfermedad. La voz de la artista, especialmente en el estribillo, fue descrita como «rock y gutural», mientras que su energía y honestidad recibió comparaciones con la de temas de punk rock. La segunda canción, «Abracadabra», es un tema de dance pop, electropop y dark pop con influencias del house y el europop. La pista incorpora elementos de «Spellbound» de Siouxsie And The Banshees, lo que le otorgó créditos a los músicos Siouxsie Sioux, Budgie, John McGeoch y Steven Severin. Según la intérprete, la letra trata sobre «afrontar el desafío de la vida y el desafío de la noche, y encontrar la magia en todo ello». La tercera canción, «Garden of Eden», fusiona sonidos del pop de los años 2000 con una base electrónica y un estribillo distorsionado que recuerda a los inicios de Gaga en la música dance. Su estructura incorpora sintetizadores oscilantes y un ritmo acelerado. En la letra, Gaga relata una aventura de una noche llena de excesos en un rave, al que describe alegóricamente como el jardín del Edén, haciendo referencia al paraíso mediante el consumo de drogas recreativas como el MDMA. Según la crítica, la pista mezcla euforia y oscuridad, evocando una fiesta en un club underground. En la cuarta pista, «Perfect Celebrity», Gaga explora la obsesión de la sociedad con la fama y la imagen pública, con un sonido electro-grunge que ha sido comparado con «Never Enough» (1990) de The Cure. La canción incorpora una crítica mordaz al culto de la celebridad, con frases como «I've become a notorious being, find my clone, she's asleep on the ceiling» («Me he convertido en un ser notorio, encuentra mi clon, está dormida en el techo»), que reflejan la dualidad entre la persona real y su versión mediática.

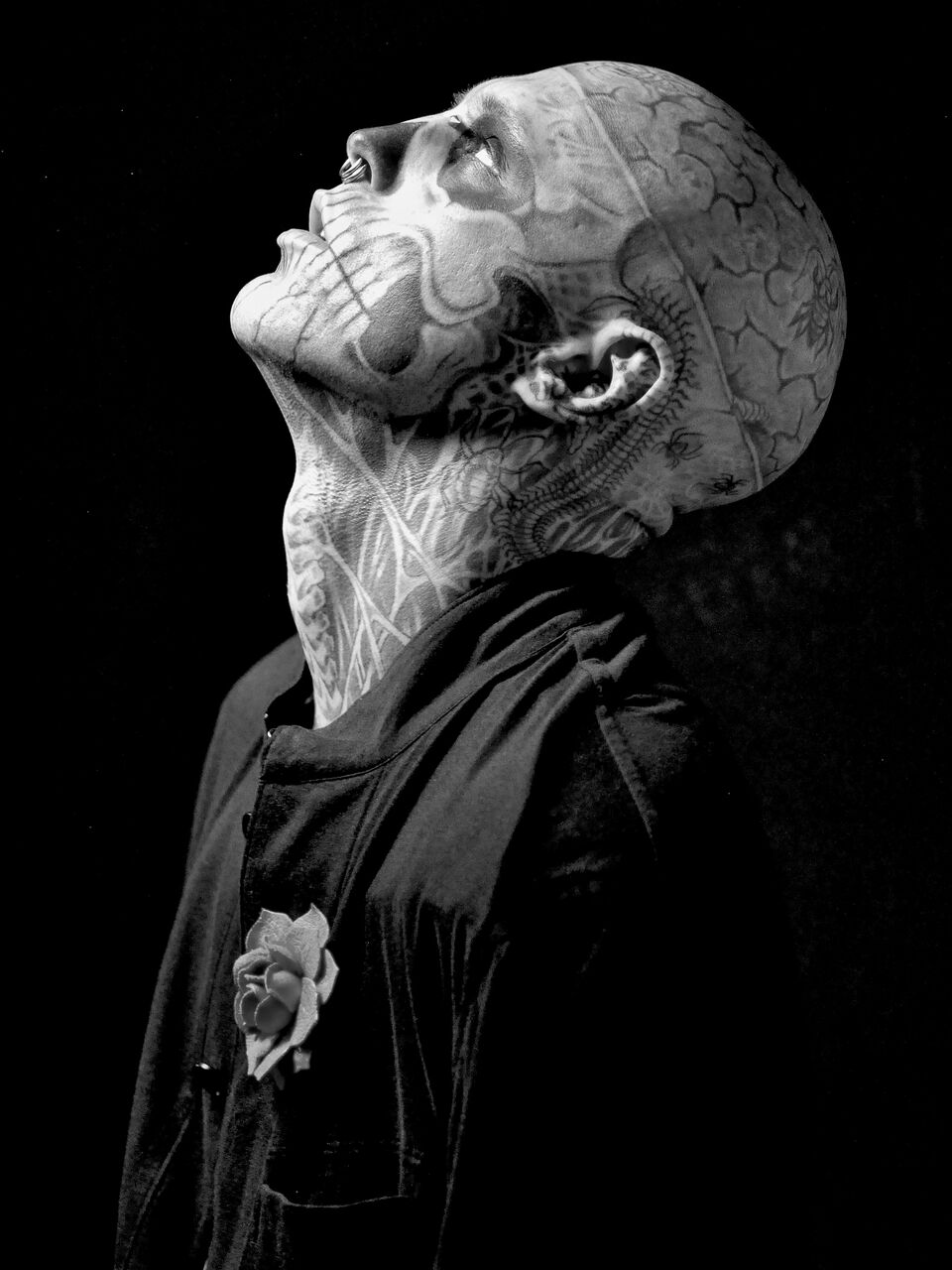
«Zombieboy» fue inspirada por Rick Genest, quien apareció en el video de «Born This Way».

La quinta pista es «Vanish Into You», la cual combina elementos del glam rock y el pop experimental con influencias de David Bowie. Su estructura melódica está marcada por coros armonizados y una línea de sintetizadores envolvente, mientras que su letra aborda la entrega total en una relación amorosa. La sexta pista, «Killah», en colaboración con el productor Gesaffelstein, presenta una producción de estilo electro-funk industrial con elementos inspirados en la banda Nine Inch Nails. Su letra describe a una femme fatale que oscila entre el deseo y la amenaza, con frases como «I’m a murderer in disguise» («Soy una asesina disfrazada»), mientras que el su ritmo oscila entre el techno oscuro y un breakdown electrónico a cargo del productor francés. La séptima canción, «Zombieboy», es un homenaje a Rick Genest, conocido como Zombie Boy, quien apareció en el video de «Born This Way» (2011). El tema fusiona funk y disco con una estructura de percusión animada y letras que narran una noche de desenfreno. Gaga explicó que el título de la canción «surgió de manera espontánea», inspirado por Genest, y añadió que «la canción es sobre ese punto en la noche cuando tú y tus amigos se dan cuenta de que al día siguiente se van a sentir fatal porque se están divirtiendo demasiado». La octava canción del álbum, «LoveDrug», incorpora influencias del arena rock, con un sonido inspirado en bandas como Boston y Foreigner. Su letra juega con la metáfora del amor como una adicción, destacándose su coro «I just need a dose of the right stuff/I just need a hit of your love drug» («Solo necesito una dosis de lo correcto/Solo necesito un golpe de tu droga de amor»). La novena canción, «How Bad Do U Want Me», introduce un cambio en la atmósfera del álbum con una producción synth-pop de inspiración ochentera, con anclaje en sonidos del Depeche Mode de la etapa de Vince Clarke y en la base musical de la canción «Only You» de Yazoo. En su letra, la cantante aborda la dicotomía entre la «chica mala» y la percepción de su amante, quien anhela lo contrario. Con una estructura más ligera que el resto del disco, ha sido descrita como un respiro dentro del caos general de Mayhem.
La décima pista, «Don’t Call Tonight», es una canción donde Gaga regresa a un sonido más denso con influencias del funk y el europop. Sus versos narran la incertidumbre y el autoengaño en una relación tóxica, mientras que su puente, acompañado por un talk box, refuerza su estética retro. Mayhem sigue con «Shadow of a Man», una canción que aborda el sexismo y las expectativas impuestas a las mujeres en la industria musical. Con una base de disco y electropop, Gaga critica la disparidad de oportunidades y el doble estándar al que se enfrenta, enfatizando en su coro que está lista para «bailar en la sombra de un hombre». La siguiente pista, «The Beast», juega con la metáfora de la transformación y el deseo, narrando la historia de un amante que esconde su verdadera naturaleza, o quizás, de la propia artista revelando su lado más salvaje. Su producción incorpora un solo de guitarra que, de acuerdo con articulistas, intensifica su dramatismo. El álbum continua con «Blade of Grass», una balada introspectiva que fue inspirada por una conversación con su prometido, en la que Gaga imaginaba aceptar una propuesta de matrimonio con solo una brizna de hierba en su dedo. De acuerdo a distintas reseñas, su instrumentación minimalista y su estructura melódica creciente refuerzan su carga emocional. Mayhem cierra con «Die with a Smile», una balada que fusiona el pop y el soft rock con matices de soul. Su letra describe el amor incondicional de una pareja que encontraría la felicidad incluso en un hipotético fin del mundo, siempre que estén juntos.

## Recepción

### Comentarios de la crítica
Mayhem recibió aclamación universal por parte de la crítica especializada, que lo destacó como un regreso a sus raíces pop con un enfoque fresco y experimental. Los críticos elogiaron su fusión de géneros, la solidez de su producción y su equilibrio entre accesibilidad y audacia artística. En el sitio Metacritic, acumuló 84 puntos de 100 sobre la base de 24 reseñas profesionales, que lo convierten en el álbum mejor calificado de la artista. En el sitio Album of the Year sumó 78 puntos de 100 según un total de 27 reseñas, mientras que en AnyDecentMusic? promedió 7.5 puntos de 10 basado en el análisis de 25 críticas.
Brittany Spanos de Rolling Stone calificó Mayhem con cuatro estrellas y lo definió como «el lanzamiento pop más fuerte del año», resaltando que Gaga «fusiona el pasado sin caer en la nostalgia» y se muestra «más auténtica que nunca». Alexis Petridis de The Guardian le otorgó cuatro estrellas, lo describió como «una reafirmación de los valores esenciales de Gaga» y elogió su fusión de electrónica, house y disco, comparándolo con The Fame y destacando «Perfect Celebrity» y «Killah». Jason Lipshutz de Billboard elogió la mezcla de «ganchos grandes y audaces» con influencias de música industrial, disco-funk y synth-rock, y afirmó que el disco mantiene la energía de la era Fame Monster, destacando «Perfect Celebrity», «Garden of Eden» y «Zombieboy» como las mejores canciones del disco. Andrew Unterberger, también de Billboard, afirmó en su pódcast Pop Star Rollout Report Card que el álbum «reafirma el lugar de Gaga en el pop» por su cohesión y visión artística, lo ubicó cuarto en su ranking general y destacó «lo fluido y disfrutable que resulta».
Adam White de The Independent le otorgó cinco de cinco estrellas y sostuvo que el álbum marca «el regreso de Gaga a sus raíces pop tras una década», con una artista «comprometida y presente» y una propuesta «caótica y extravagante». Ed Potton de The Times le otorgó cuatro estrellas y lo describió como «un regreso triunfal al pop que originalmente la hizo famosa», destacando «Disease» y «Abracadabra» como ejemplos de su capacidad para crear himnos pop. Steven J. Horowitz de Variety subrayó que Gaga suena «auténtica y libre de expectativas», afirmando que «se divierte y muestra una renovada confianza creativa». Nick Levine de la revista NME lo definió como «un álbum divertido y audaz, un regreso a su visión maximalista del pop», resaltando su «confianza despreocupada» para fusionar sonidos diversos, desde influencias disco y rock hasta electro-funk. Neil McCormick de The Telegraph lo describió como «una experiencia emocionante» y elogió su fusión de sintetizadores industriales, coros potentes y ambición artística. India Block de Evening Standard lo calificó con cinco estrellas y lo definió como «música asesina para bailar toda la noche», resaltando su fusión de sonidos góticos, metal y synth-pop ochentero. Rich Juzwiak de Pitchfork destacó las influencias de Bowie, Prince y Nine Inch Nails, afirmando que:

Mayhem es un ataque de buenas vibras que recuerda por qué el público se enamoró de Gaga, una exploración de lo que la hace única en lugar de una reinvención. El disco combina electro-grunge, maximalismo y caos, mientras la artista reflexiona sobre sus referencias, aborda temas como la dualidad y la fatalidad, y se muestra sin miedo a fracasar comercialmente. Casi veinte años después, Gaga sigue exactamente donde debe estar, tomando riesgos sin miedo al fracaso comercial.

Múltiples críticos destacaron en Mayhem «un regreso a las raíces pop y la energía» de
The Fame.

Neil Z. Yeung de AllMusic destacó la influencia del industrial en la primera mitad del disco y su fusión de funk y disco en la segunda, concluyendo que representa «una libertad artística refrescante». Mikael Wood de Los Angeles Times elogió Mayhem como «su mejor álbum desde Born This Way», con un sonido atrevido, melódico y coherente. Robin Murray de Clash calificó Mayhem con 8 de 10 puntos y lo describió como «un festín de ideas impactantes y audaces». Lindsay Zoladz de The New York Times lo definió como «un disco de pop brillante, elegante y completamente pulido». Donovan Livesey de MusicOMH resaltó su energía y su capacidad para reinventarse. David Cobbald de The Line of Best Fit elogió su producción y el regreso a sonidos clásicos de los 70 y 80. Mary Siroky de Consequence subrayó la forma en que Gaga canaliza sus influencias con identidad propia y destacó «Shadow of a Man» como uno de sus mejores temas, describiendo el álbum como «una prueba del poder de la reinvención sin concesiones».
Bianca Betancourt de Harper’s Bazaar afirmó que Mayhem «se siente como una gran reivindicación del sonido original de Gaga», destacando que encapsula su pasado, presente y futuro. Jill Wannasa de Shatter the Standards elogió su «equilibrio entre accesibilidad y audacia artística», destacando la fusión de géneros y la libertad creativa de Gaga. Joe Muggs de The Arts Desk resaltó la capacidad de Gaga para «tomar referencias de diversos géneros sin perder coherencia en su visión artística». Chuck Arnold del New York Post lo describió como «un regreso a las raíces dance y a la estética clásica de Gaga». Otras publicaciones también ofrecieron reseñas favorables, resaltando su energía, eclecticismo y visión artística. Richard Burn de Rolling Stone UK definió el álbum como un «microcosmos» de su carrera; Abby Jones de Stereogum lo consideró una de sus declaraciones más sólidas; y Craig Jenkins de Vulture destacó cómo Gaga retoma elementos de su estilo característico. Varios medios como The Quietus, Beats Per Minute, GQ, NPR, The Atlantic, PopMatters, Sputnikmusic, DIY y The A.V. Club elogiaron su libertad creativa, su enfoque maximalista y su capacidad para equilibrar arte y accesibilidad.
Entre las críticas mixtas, Alex Camp de Slant Magazine cuestionó el enfoque del álbum hacia el pop industrial. Anthony Fantano de The Needle Drop consideró que Mayhem alcanza su punto máximo al inicio pero pierde fuerza al final. Sam Franzini de Northern Transmissions calificó el álbum con un 7.5 sobre 10, destacando su «mezcla de pistas brillantes e interesantes» que exploran una nueva faceta de Gaga, aunque señaló que algunas canciones «podrían haber sido hechas por cualquiera». Gary Grimes de Attitude describió el proyecto como «Gaga en su faceta más pura de estrella pop», aunque señaló que «la segunda mitad pierde fuerza en comparación con el inicio». Ed Power de The Irish Times lo describió como un intento fallido de recrear la magia de «Poker Face» y «Paparazzi», emitiendo una evaluación mixta y señalando falta de innovación.

### Rendimiento comercial
Mayhem obtuvo un gran desempeño comercial a nivel global, debutando en el primer puesto de las listas de éxitos musicales de álbumes más vendidos en 23 países. En su primer día, el álbum registró 45.7 millones de reproducciones globales en Spotify, convirtiéndose en el segundo mayor debut de Gaga en la plataforma. De acuerdo con Forbes, el disco alcanzó la cima de la lista de los más vendidos de iTunes en múltiples países, lo que refleja, según la revista, «la sólida base de seguidores de Gaga y la efectiva estrategia de promoción» que acompañó su lanzamiento. En su primera semana, logró el mayor debut para un álbum femenino en Spotify en 2025 y registró el mayor número de reproducciones en una semana para un álbum de Gaga, con 219 millones de streams globales. Además, múltiples medios informaron que los vinilos de Mayhem se agotaron rápidamente, lo que contribuyó a su debut en el primer puesto de las listas de vinilos en países como Australia, España, los Estados Unidos, los Países Bajos, el Reino Unido y Suecia, entre otros.
América

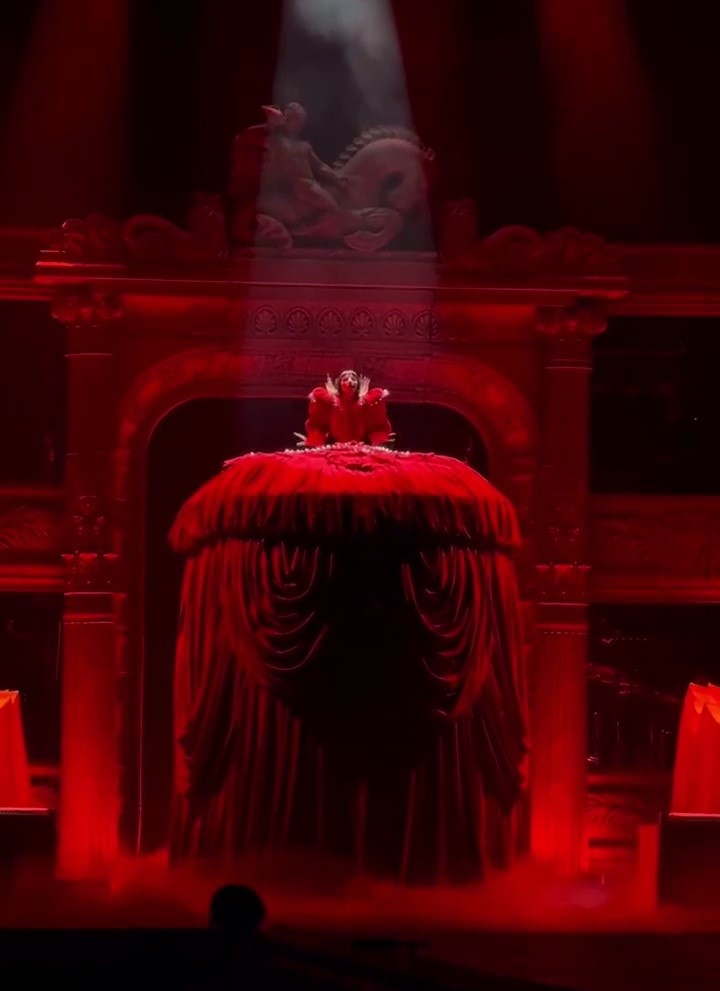
Mayhem se convirtió en el séptimo álbum número uno de Gaga en el Billboard 200 en Estados Unidos, donde además registró la mayor semana para un álbum femenino en 2025.

En los Estados Unidos, Mayhem debutó en el número uno del Billboard 200 con 219 mil unidades equivalentes a álbumes vendidas, convirtiéndose en el séptimo álbum de Gaga en alcanzar la cima del conteo, además de registrar la semana más grande para un álbum femenino en 2025. De la cifra total, 136 mil unidades corresponden a ventas físicas, lo que le permitió debutar en el número uno del Top Album Sales; según Forbes, esta cifra superó la suma combinada de los diez álbumes más vendidos en el país esa misma semana. A su vez, de las ventas físicas de su primera semana, 74 mil copias fueron en vinilo, marcando la mayor semana de ventas en este formato en la carrera de Gaga, lo que la llevó a encabezar el Top Vinyl. Por otra parte, 108 millones de reproducciones dentro del total registrado le otorgaron la mayor semana de streaming de su carrera y la llevaron a encabezar el conteo Top Streaming Albums. Mayhem también debutó en el primer puesto del Top Dance Albums, convirtiéndose en su octavo álbum en alcanzar dicha posición y estableciendo un récord en la lista al superar a Louie DeVito como la artista con más álbumes número uno en los 24 años del conteo. El álbum se mantuvo en el primer puesto de dicha lista durante veintidós semanas consecutivas. En junio de 2025 fue certificado como disco de platino por la RIAA, tras vender más de 1 000 000 de unidades. Hasta julio de 2025, Mayhem ha vendido 966 000 unidades equivalentes a álbumes en Estados Unidos, de las cuales 238 000 corresponden a ventas puras.
Por otro lado, en Canadá, debutó en el primer puesto del Billboard Canadian Albums Chart durante la edición del 22 de marzo, convirtiéndose en el quinto álbum de Gaga en alcanzar dicha posición. Posteriormente, el álbum fue certificado con disco de oro por Music Canada tras superar las 40 mil unidades vendidas en el país. En Argentina, el álbum debutó en el primer puesto del top 10 semanal publicado por la CAPIF durante la semana del 7 de abril, convirtiéndose en el tercer disco de Gaga en alcanzar dicha posición. En Brasil, Mayhem fue certificado como disco de platino por la Pro-Música Brasil tras vender más de 40 000 copias en el país.
Europa
En el Reino Unido, el disco debutó en el número uno del UK Albums Chart con 55 mil unidades vendidas, de las cuales 36 mil fueron copias físicas, convirtiéndose en el sexto álbum de la cantante en alcanzar dicha posición. Según Music Week, Mayhem vendió más que el resto del top 5 combinado y registró la mejor semana de ventas iniciales de Gaga en el país desde Artpop en 2013. Posteriormente, el álbum fue certificado como disco de oro por la Industria Fonográfica Británica (BPI), tras superar las 100 mil unidades vendidas. En Alemania, debutó en el primer puesto del Top 100 Albums, convirtiéndose en su tercer número uno en el país y el primero en 14 años, desde que Born This Way lideró la lista en 2011. En España, debutó en el primer puesto del Top 100 Álbumes de Promusicae, convirtiéndose en el primer álbum de la cantante en alcanzar la cima del conteo. En Italia, Mayhem debutó en el número uno del Italian Top 100 Albums, siendo su tercer álbum en liderar la lista, y posteriormente fue certificado como disco de oro por la FIMI tras vender más de 25 000 copias. En Francia, alcanzó la segunda posición del French Top 200 Albums y fue certificado como disco de oro por la SNEP por ventas superiores a 50 000 unidades.
En otros países europeos como Austria, Bélgica (tanto en Flandes como en Valonia), Croacia, Escocia, Eslovaquia, Hungría, Irlanda, Polonia, Portugal, República Checa y Suiza, el álbum debutó en el primer puesto de sus respectivas listas oficiales, mientras que en los Países Bajos alcanzó la segunda posición. Con el paso de las semanas, Mayhem recibió la certificación de disco de oro en Bélgica y Polonia. Dentro de la región nórdica, debutó en el número uno en Finlandia y Noruega, mientras que en Suecia alcanzó el segundo puesto, en Dinamarca el tercer puesto y en Islandia el sexto lugar. En los países bálticos, el álbum debutó en el tercer puesto en Lituania.
Asia y Oceanía
En Australia, Mayhem debutó en el primer puesto del ARIA Top 50 Albums Chart en la semana del 17 de marzo de 2025, convirtiéndose en su quinto número uno en el país. Asimismo, alcanzó el primer puesto en Nueva Zelanda, donde también se convirtió en su quinto álbum en liderar el conteo New Zealand Top 40 Albums, y más adelante recibió una certificación de disco de oro por parte de la RIANZ por ventas superiores a 7 500 copias. Por otro lado, en Japón, el disco debutó en la decimocuarta posición del Oricon Albums Chart durante la semana del 17 de marzo de 2025, lo que supuso el mayor debut de un artista internacional esa semana, así como su undécimo álbum en entrar al top 15 del conteo, según la empresa Oricon. En el Billboard Japan Hot Albums, debutó en el puesto 81 en la semana del 12 de marzo de 2025, con solo tres días de conteo, sin completar la semana completa de seguimiento, y en su segunda semana ascendió al puesto 43.

### Reconocimientos
Previo a su lanzamiento, el proyecto fue señalado por medios como Billboard, Rolling Stone, Clash, Stereogum, Elle, The Needle Drop, Variety, Vulture y la Official Charts Company como uno de los discos más esperados de 2025, consolidando el regreso de Gaga a la música pop tras un período dedicado a otros proyectos. Tras su publicación, Mayhem fue incluido en diversas listas de los mejores discos del año. El 2 de abril de 2025, Pitchfork lo incluyó entre los mejores discos de 2025 hasta ese momento, señalando que «es un álbum maximalista con sintetizadores analógicos, guiños al arte pop y al cine de terror camp, ideal para quienes tuvieron una etapa formativa de Andy Warhol en la adolescencia». El 5 de junio, Rolling Stone lo destacó en su lista de lo mejor del año hasta entonces, y comentó que «Mayhem es el tipo de fan service que no diluye a la propia artista. Gaga se muestra como su versión más auténtica de principio a fin: no hay personajes, conceptos ni impulsos estéticos que opaquen las canciones. En cambio, ha creado uno de sus discos más desafiantes y uniformes en lo sonoro: una mezcla de Nine Inch Nails, David Bowie, Prince y su versión de la era The Fame Monster, condensada en el lanzamiento pop más sólido del año». Billboard se sumó a los reconocimientos e incluyó el disco en su selección de los mejores de 2025 hasta ese momento, afirmando que:

Con Mayhem, Gaga consiguió lo que muchos artistas consagrados anhelan pero rara vez alcanzan: crear un álbum totalmente nuevo que, de algún modo, evoca lo mejor de sus primeros éxitos, a la vez que se siente original y moderno, deleitando tanto a fans casuales como a los incondicionales. Como corresponde a un álbum con un éxito emblemático titulado "Abracadabra", Gaga logró un truco de magia con este proyecto.

La revista Variety también lo incluyó entre los mejores álbumes del año hasta entonces, y señaló que «Gaga volvió a las bases en Mayhem, logrando una hazaña que solo una artista de su calibre puede concretar: capturar la chispa y la emoción de sus primeros trabajos sin parecer una repetición ni, peor aún, un intento deliberado de recuperar la gloria pasada. Revitalizó los sonidos de su era The Fame (2008) y los reformuló en un contexto contemporáneo, dando como resultado un álbum de pista de baile que fácilmente compite entre sus mejores». El sitio Jenesaispop lo destacó dentro de los mejores lanzamientos del año hasta ese momento, y afirmó que «Mayhem es una confirmación de que Gaga va a seguir haciendo las cosas a su manera y sorprendiendo», con influencias que remiten a distintas etapas de su carrera y una producción «rica e interesante que potencia la propuesta del disco». De igual forma, Entertainment Weekly lo incluyó entre los lanzamientos más sólidos del año, y afirmó que «el resultado es un regreso a la forma y una bocanada de aire fresco de una de las voces más confiables del pop», elogiando además su energía y variedad estilística.
El 6 de agosto, Mayhem fue nominado a mejor álbum en los MTV Video Music Awards de 2025. Con 12 candidaturas en total, Gaga se convirtió en la artista más nominada de la edición, gracias también a los reconocimientos obtenidos por «Abracadabra» y «Die with a Smile».

## Promoción

### Sencillos
El 16 de agosto de 2024, «Die with a Smile» fue lanzada como sencillo a través de Interscope Records, aunque inicialmente no estaba previsto que formara parte del álbum. La canción se convirtió en un éxito global, alcanzando el número uno en el Billboard Global 200 durante dieciocho semanas y liderando las listas de países como Canadá, los Estados Unidos, India y Suiza, entre otros. Además, rompió el récord de la canción que más rápido alcanzó mil millones de reproducciones en Spotify. También, logró ser la canción con más días en el primer puesto del listado diario de las más escuchadas a nivel global, y la más viral de 2024 en la plataforma. Su videoclip, dirigido por Mars y Daniel Ramos, muestra a ambos artistas en un estudio retro. La canción recibió un Grammy en la categoría de mejor interpretación de pop de dúo/grupo, además de haber sido nominada a canción del año.
El 25 de octubre, Gaga lanzó «Disease» como primer sencillo oficial del álbum. Una semana después se estrenó el video musical, en el que la cantante enfrenta diferentes versiones de sí misma que representan sus miedos. Su estética fue descrita como «vanguardista» y comparada favorablemente con The Fame Monster (2009). Comercialmente, alcanzó el puesto 14 en el Billboard Global 200 y entró en el top 30 en países como Brasil, Canadá, los Estados Unidos, Irlanda y el Reino Unido, entre otros.
Durante una pausa comercial en la 67.ª edición de los Premios Grammy, Gaga anunció el lanzamiento de un nuevo sencillo, posteriormente revelado como «Abracadabra». La canción se estrenó oficialmente el 3 de febrero junto con su videoclip, dirigido por Gaga en colaboración con Parris Goebel y Bethany Vargas. El sencillo recibió críticas positivas, con elogios a su producción y ritmo «pegadizo», así como a las influencias de sus trabajos anteriores. El videoclip, que muestra una batalla de baile entre las versiones de luz y oscuridad de la artista, también tuvo buena recepción por parte del público y la crítica, quienes destacaron su estética y cinematografía. «Abracadabra» tuvo una buena recepción comercial, logrando alcanzar el puesto cinco en el Billboard Global 200 y ubicándose en el top 10 en países como Alemania, Austria, Brasil, Noruega, el Reino Unido, Suecia, Suiza, entre otros. El 29 de marzo se publicó «Abracadabra (Fan Version)», resultado de un concurso organizado previamente por Mastercard en el que 32 seguidores fueron seleccionados para interpretar la coreografía del sencillo junto a la artista.

### The Art of Personal Chaos
Gaga llevó a cabo una serie de conciertos promocionales en distintas ciudades durante 2025. La artista encabezó la vigésimo cuarta edición del Coachella, celebrada los días 11 y 18 de abril, en la que participó por segunda vez tras su presentación de 2017 durante la promoción de Joanne (2016). Según explicó, «había soñado durante mucho tiempo con organizar una noche de caos en el desierto» y finalmente pudo llevar a cabo su visión con un espectáculo «muy especial», diseñado junto a Parris Goebel y creado «momento a momento». El recital recibió elogios por parte de medios como Billboard, Rolling Stone, The Guardian, Variety y Los Angeles Times, que destacaron su concepto narrativo, el despliegue escénico y la ejecución vocal de Gaga, considerándolo uno de los espectáculos más memorables en la historia reciente del festival. El 26 y 27 de abril, ofreció dos conciertos titulados Viva la Mayhem en el Estadio GNP Seguros de la Ciudad de México.
El 3 de mayo presentó Mayhem on the Beach, un recital gratuito en la playa de Copacabana, en Río de Janeiro, como parte del evento Todo Mundo no Rio. El espectáculo fue transmitido en vivo por Multishow y TV Globo, y reunió a más de 2.5 millones de personas, convirtiéndose en el evento más multitudinario de su carrera y el mayor registrado por una artista femenina en solitario. Posteriormente, completó su serie de nueve conciertos promocionales con cuatro presentaciones en Singapur, tituladas Lion City Mayhem, que se llevaron a cabo los días 18, 19, 21 y 24 de mayo en el Estadio Nacional.

### The Mayhem Ball
Gaga anunció la gira oficial del álbum bajo el título The Mayhem Ball, la séptima gira musical de su carrera como solista. El cronograma anunciado contempla 57 fechas en recintos de América, Europa y Oceanía. La preventa de la gira comenzó el 31 de marzo con una fuerte demanda que obligó a agregar trece fechas adicionales en el mismo día. Todos los conciertos se agotaron en minutos tras la venta general del 3 de abril. Billboard estimó que la gira podría recaudar entre 100 y 125 millones de dólares, siendo la más exitosa de Gaga desde The Born This Way Ball. Sobre la gira y la decisión de elegir arenas en lugar de estadios, la cantante afirmó que:

No planeaba hacer una gira este año después de mis conciertos en Singapur, pero la increíble respuesta al nuevo álbum me inspiró a seguir adelante. Esta vez elegimos arenas para darme la oportunidad de controlar los detalles del espectáculo de una forma que simplemente no es posible en los estadios, y sinceramente, no puedo esperar. Este espectáculo está diseñado para ser una experiencia teatral y electrizante que dé vida a Mayhem exactamente como lo imagino. The Mayhem Ball está oficialmente en camino.

El espectáculo recibió la aclamación por parte de la crítica, que elogió la teatralidad, el registro vocal de Gaga y aspectos técnicos como el diseño de producción, los atuendos y las coreografías. El listado de canciones de la gira estuvo constituido mayormente por canciones de Mayhem, con la excepción de «Don't Call Tonight» y «Blade of Grass», además de incluir temas de la mayoría de sus álbumes previos.

### Presentaciones en televisión y plataformas
El 15 de diciembre de 2024, la cantante participó en un especial navideño de Carpool Karaoke, parte del programa The Late Late Show with James Corden, transmitido en Apple TV+, donde interpretó «Die with a Smile» y «Disease». El 8 de marzo de 2025, Gaga se presentó en Saturday Night Live como anfitriona y artista musical, interpretando por primera vez en televisión las canciones «Abracadabra» y «Killah». En su primera actuación, «Abracadabra», realizó una coreografía sincronizada en un set espejado inspirado en el video musical del sencillo, mientras que en «Killah» comenzó su interpretación en los pasillos del estudio junto a sus bailarines antes de regresar al escenario con una banda en vivo. Según Variety, «Gaga convirtió el reducido espacio del Studio 8H en un espectáculo de estadio» y destacó su «intensidad desbordante» en ambas presentaciones. Rolling Stone elogió su capacidad para equilibrar el esfuerzo de ser anfitriona y cantante en un show de 90 minutos, señalando que «Gaga regresó a SNL con actuaciones vibrantes que reflejan la energía de su nuevo álbum». Días después, el 11 de marzo, interpretó versiones acústicas de «Abracadabra» y «Perfect Celebrity» en el programa de radio The Howard Stern Show.
El 13 de mayo de 2025, Gaga interpretó «Abracadabra», «Perfect Celebrity», «How Bad Do U Want Me» y «Vanish Into You» durante una presentación en el evento YouTube Brandcast, realizado en el Geffen Hall de la ciudad de Nueva York. El 31 de mayo de 2025, la cantante participó en el evento Tudum de Netflix con un número especial inspirado en Wednesday, donde emergió de un ataúd con la inscripción «Here lies the monster queen» («Aquí yace la reina monstruo») para interpretar «Zombieboy» y «Abracadabra», acompañada por bailarines con estética gótica que evocaban a la familia Addams.

### Otros medios
Gaga participó en múltiples entrevistas y colaboró con diversas marcas y plataformas, además de compartir material audiovisual en redes sociales y su canal de YouTube. En noviembre de 2024, estrenó en sus plataformas dos versiones acústicas en vivo de «Disease», tituladas «The Antidote Live» y «The Poison Live». Posteriormente, dicho sencillo fue incorporado al repertorio de canciones de la cantante en el videojuego Fortnite como parte del Fortnite Festival, en el cual Gaga fue la artista principal a principios de 2024. Gaga y Mars tenían previsto interpretar «Die with a Smile» en la 67.ª edición de los Premios Grammy, llevada a cabo el 2 de febrero de 2025, pero debido a los incendios forestales que afectaron a California en ese periodo, finalmente rindieron un tributo a los afectados interpretando «California Dreamin'». El 13 de febrero, la artista apareció en un episodio de Hot Ones, una serie de entrevistas en YouTube, y días después participó en el segmento Lie Detector Test de Vanity Fair, donde habló sobre su proceso creativo. A fines de febrero, Gaga se asoció con Spotify para organizar un evento llamado Little Monster Press Conference, una conferencia de prensa con sus seguidores que será publicada en la víspera del lanzamiento del álbum. Al respecto, la artista declaró:

La razón por la que quise hacer esto fue para celebrar la comunidad que tengo con mis seguidores ahora, quiénes somos en el presente. Lanzar discos es una oportunidad para reconectarme con ellos, porque les estoy haciendo un regalo. Hice este álbum para ellos, y estoy interesada en ver en qué punto estamos ahora.

La cantante lanzó Gaga Radio en colaboración con SiriusXM, un canal temporal disponible hasta abril que presenta música seleccionada por ella, incluyendo canciones de Mayhem y temas que la influenciaron a lo largo de su carrera. Según SiriusXM, el canal refleja «la energía ecléctica» de Gaga, destacando los temas de «caos y transformación» del álbum y el poder de la música para «unir, provocar y sanar». Entre canciones, se incluyen reflexiones de la artista sobre su evolución y el proceso creativo del disco. La discográfica Universal Music Group organizó sesiones de escucha oficiales en distintos países, incluyendo Australia, Canadá, los Estados Unidos, Francia, Japón y el Reino Unido, donde los seguidores pudieron oír el álbum horas antes de su lanzamiento. Por su parte, el canal ESPN anunció la canción «Garden of Eden» como el himno oficial de la temporada 2025 de Fórmula 1. Según un comunicado de prensa, además de esta canción, otras piezas del disco servirán para musicalizar distintos momentos a lo largo de la temporada. Además de la conferencia de prensa, se publicaron múltiples entrevistas con medios como The Zane Lowe Show de Apple Music, Billboard, Rolling Stone, Good Morning America, GMA3: What You Need To Know, Black Girl Nerds, BBC News, Variety y la emisora francesa NRJ, entre otros. En una entrevista con Billboard, Gaga se mostró conmovida por la recepción de Mayhem, que calificó como «una muestra de entusiasmo sin precedentes», y valoró las expresiones creativas de sus seguidores, como coreografías, maquillajes y arte inspirado en el álbum, declarando que:

He visto a mis seguidores ser increíbles por casi 20 años, pero hacía mucho que no los veía así. Todo este entusiasmo me llena de vida, y me siento muy honrada. Todo lo que quiero hacer es crear algo que, cuando presionen play, los haga sentir bien y quieran escucharlo de nuevo.

El 13 de marzo, Gaga celebró junto a Mastercard Club Mayhem, una fiesta de baile exclusiva en Los Ángeles donde compartió con sus seguidores y bailarines, la cual fue descrita como «una celebración de la comunidad Little Monster».

## Lista de canciones
| Mayhem — Edición estándar |                                           |                                                                    |                                |          |  |
| N.º                       | Título                                    | Escritor(es)                                                       | Productor(es)                  | Duración |  |
| 1.                        | «Disease»                                 | Lady Gaga Andrew Watt Henry Walter Michael Polansky                | Gaga Cirkut Watt               | 3:49     |  |
| 2.                        | «Abracadabra»                             | Gaga Watt Walter Siouxsie Sioux Budgie John McGeoch Steven Severin | Gaga Cirkut Watt               | 3:43     |  |
| 3.                        | «Garden of Eden»                          | Gaga Watt Mike Lévy Walter                                         | Gaga Gesaffelstein Watt Cirkut | 3:59     |  |
| 4.                        | «Perfect Celebrity»                       | Gaga Watt Lévy Walter                                              | Gaga Cirkut Watt               | 3:49     |  |
| 5.                        | «Vanish Into You»                         | Gaga Walter Watt Polansky                                          | Gaga Cirkut Watt               | 4:04     |  |
| 6.                        | «Killah» (con Gesaffelstein)              | Gaga Watt Lévy Walter                                              | Gaga Gesaffelstein Watt Cirkut | 3:30     |  |
| 7.                        | «Zombieboy»                               | Gaga Watt Walter Fauntleroy                                        | Gaga Cirkut Watt               | 3:33     |  |
| 8.                        | «LoveDrug»                                | Gaga Walter Watt Polansky                                          | Gaga Cirkut Watt               | 3:13     |  |
| 9.                        | «How Bad Do U Want Me»                    | Gaga Walter Watt Polansky                                          | Gaga Cirkut Watt               | 3:58     |  |
| 10.                       | «Don’t Call Tonight»                      | Gaga Walter Watt Polansky                                          | Gaga Cirkut Watt               | 3:45     |  |
| 11.                       | «Shadow of a Man»                         | Gaga Watt Walter                                                   | Gaga Cirkut Watt               | 3:19     |  |
| 12.                       | «The Beast»                               | Gaga Watt Walter Polansky                                          | Gaga Cirkut Watt               | 3:54     |  |
| 13.                       | «Blade of Grass»                          | Gaga Watt Lévy Polansky                                            | Gaga Gesaffelstein Watt        | 4:17     |  |
| 14.                       | «Die with a Smile» (junto con Bruno Mars) | Gaga Bruno Mars Dernst Emile II James Fauntleroy Watt              | Gaga Mars D'Mile Watt          | 4:11     |  |
| 53:04                     |                                           |                                                                    |                                |          |  |

| Mayhem — Edición de Apple Music |                                                           |                                   |          |  |
| N.º                             | Título                                                    | Director(es)                      | Duración |  |
| 15.                             | «Disease» (video musical)                                 | Tanu Muino                        | 4:21     |  |
| 16.                             | «Die with a Smile» (junto con Bruno Mars) (video musical) | Mars Daniel Ramos                 | 4:12     |  |
| 17.                             | «Abracadabra» (video musical)                             | Gaga Parris Goebel Bethany Vargas | 4:29     |  |
| 60:06                           |                                                           |                                   |          |  |

| Mayhem — Edición exclusiva de la tienda oficial |                                           |                                                                    |                                |          |  |
| N.º                                             | Título                                    | Escritor(es)                                                       | Productor(es)                  | Duración |  |
| 1.                                              | «Disease»                                 | Lady Gaga Andrew Watt Henry Walter Michael Polansky                | Gaga Cirkut Watt               | 3:49     |  |
| 2.                                              | «Abracadabra»                             | Gaga Watt Cirkut Siouxsie Sioux Budgie John McGeoch Steven Severin | Gaga Cirkut Watt               | 3:43     |  |
| 3.                                              | «Garden of Eden»                          | Gaga Watt Mike Lévy Walter                                         | Gaga Gesaffelstein Watt Cirkut | 3:59     |  |
| 4.                                              | «Perfect Celebrity»                       | Gaga Watt Lévy Walter                                              | Gaga Cirkut Watt               | 3:49     |  |
| 5.                                              | «Vanish Into You»                         | Gaga Cirkut Watt Polansky                                          | Gaga Cirkut Watt               | 4:04     |  |
| 6.                                              | «Killah» (con Gesaffelstein)              | Gaga Watt Lévy Walter                                              | Gaga Gesaffelstein Watt Cirkut | 3:30     |  |
| 7.                                              | «Zombieboy»                               | Gaga Watt Walter Fauntleroy                                        | Gaga Cirkut Watt               | 3:33     |  |
| 8.                                              | «LoveDrug»                                | Gaga Cirkut Watt Polansky                                          | Gaga Cirkut Watt               | 3:13     |  |
| 9.                                              | «How Bad Do U Want Me»                    | Gaga Cirkut Watt Polansky                                          | Gaga Cirkut Watt               | 3:58     |  |
| 10.                                             | «Don’t Call Tonight»                      | Gaga Cirkut Watt Polansky                                          | Gaga Cirkut Watt               | 3:45     |  |
| 11.                                             | «Shadow of a Man»                         | Gaga Watt Walter                                                   | Gaga Cirkut Watt               | 3:19     |  |
| 12.                                             | «The Beast»                               | Gaga Watt Walter Polansky                                          | Gaga Cirkut Watt               | 3:54     |  |
| 13.                                             | «Blade of Grass»                          | Gaga Watt Lévy Polansky                                            | Gaga Gesaffelstein Watt        | 4:17     |  |
| 14.                                             | «Can’t Stop The High»                     | Gaga Watt Walter                                                   | Gaga Watt Walter               | 3:31     |  |
| 15.                                             | «Die with a Smile» (junto con Bruno Mars) | Gaga Bruno Mars Dernst Emile II James Fauntleroy Watt              | Gaga, Mars, D'Mile, Watt       | 4:11     |  |
| 56:35                                           |                                           |                                                                    |                                |          |  |

| Mayhem — Edición exclusiva de Target |                                           |                                                                    |                                |          |  |
| N.º                                  | Título                                    | Escritor(es)                                                       | Productor(es)                  | Duración |  |
| 1.                                   | «Disease»                                 | Lady Gaga Andrew Watt Henry Walter Michael Polansky                | Gaga Cirkut Watt               | 3:49     |  |
| 2.                                   | «Abracadabra»                             | Gaga Watt Cirkut Siouxsie Sioux Budgie John McGeoch Steven Severin | Gaga Cirkut Watt               | 3:43     |  |
| 3.                                   | «Garden of Eden»                          | Gaga Watt Mike Lévy Walter                                         | Gaga Gesaffelstein Watt Cirkut | 3:59     |  |
| 4.                                   | «Perfect Celebrity»                       | Gaga Watt Lévy Walter                                              | Gaga Cirkut Watt               | 3:49     |  |
| 5.                                   | «Vanish Into You»                         | Gaga Cirkut Watt Polansky                                          | Gaga Cirkut Watt               | 4:04     |  |
| 6.                                   | «Killah» (con Gesaffelstein)              | Gaga Watt Lévy Walter                                              | Gaga Gesaffelstein Watt Cirkut | 3:30     |  |
| 7.                                   | «Zombieboy»                               | Gaga Watt Walter Fauntleroy                                        | Gaga Cirkut Watt               | 3:33     |  |
| 8.                                   | «LoveDrug»                                | Gaga Cirkut Watt Polansky                                          | Gaga Cirkut Watt               | 3:13     |  |
| 9.                                   | «How Bad Do U Want Me»                    | Gaga Cirkut Watt Polansky                                          | Gaga Cirkut Watt               | 3:58     |  |
| 10.                                  | «Don’t Call Tonight»                      | Gaga Cirkut Watt Polansky                                          | Gaga Cirkut Watt               | 3:45     |  |
| 11.                                  | «Kill For Love»                           | Gaga Watt Walter                                                   | Gaga Watt Walter               | 4:09     |  |
| 12.                                  | «Shadow of a Man»                         | Gaga Watt Walter                                                   | Gaga Cirkut Watt               | 3:19     |  |
| 13.                                  | «The Beast»                               | Gaga Watt Walter Polansky                                          | Gaga Cirkut Watt               | 3:54     |  |
| 14.                                  | «Blade of Grass»                          | Gaga Watt Lévy Polansky                                            | Gaga Gesaffelstein Watt        | 4:17     |  |
| 15.                                  | «Die with a Smile» (junto con Bruno Mars) | Gaga Bruno Mars Dernst Emile II James Fauntleroy Watt              | Gaga Mars D'Mile Watt          | 4:11     |  |
| 57:13                                |                                           |                                                                    |                                |          |  |

| Mayhem — Edición exclusiva de Japón |                                           |                                                                    |                                |          |  |
| N.º                                 | Título                                    | Escritor(es)                                                       | Productor(es)                  | Duración |  |
| 1.                                  | «Disease»                                 | Lady Gaga Andrew Watt Henry Walter Michael Polansky                | Gaga Cirkut Watt               | 3:49     |  |
| 2.                                  | «Abracadabra»                             | Gaga Watt Cirkut Siouxsie Sioux Budgie John McGeoch Steven Severin | Gaga Cirkut Watt               | 3:43     |  |
| 3.                                  | «Garden of Eden»                          | Gaga Watt Mike Lévy Walter                                         | Gaga Gesaffelstein Watt Cirkut | 3:59     |  |
| 4.                                  | «Perfect Celebrity»                       | Gaga Watt Lévy Walter                                              | Gaga Cirkut Watt               | 3:49     |  |
| 5.                                  | «Can't Stop the High»                     | Gaga Watt Walter                                                   | Gaga Watt Walter               | 3:31     |  |
| 6.                                  | «Vanish Into You»                         | Gaga Cirkut Watt Polansky                                          | Gaga Cirkut Watt               | 4:04     |  |
| 7.                                  | «Killah» (con Gesaffelstein)              | Gaga Watt Lévy Walter                                              | Gaga Gesaffelstein Watt Cirkut | 3:30     |  |
| 8.                                  | «Zombieboy» (con Gesaffelstein)           | Gaga Watt Walter Fauntleroy                                        | Gaga Cirkut Watt               | 3:33     |  |
| 9.                                  | «LoveDrug»                                | Gaga Walter Watt Polansky                                          | Gaga Cirkut Watt               | 3:13     |  |
| 10.                                 | «How Bad Do U Want Me»                    | Gaga Walter Watt Polansky                                          | Gaga Cirkut Watt               | 3:58     |  |
| 11.                                 | «Don't Call Tonight»                      | Gaga Walter Watt Polansky                                          | Gaga Cirkut Watt               | 3:45     |  |
| 12.                                 | «Shadow of a Man»                         | Gaga Watt Walter                                                   | Gaga Cirkut Watt               | 3:19     |  |
| 13.                                 | «The Beast»                               | Gaga Watt Walter Polansky                                          | Gaga Cirkut Watt               | 3:54     |  |
| 14.                                 | «Blade of Grass»                          | Gaga Watt Lévy Polansky                                            | Gaga Gesaffelstein Watt        | 4:17     |  |
| 15.                                 | «Die with a Smile» (junto con Bruno Mars) | Gaga Bruno Mars Dernst Emile II James Fauntleroy Watt              | Gaga Mars D'Mile Watt          | 4:11     |  |
| 56:35                               |                                           |                                                                    |                                |          |  |

Notas
- «Abracadabra» contiene una interpolación de «Spellbound» (1981), escrita por Susan Ballion, Peter Edward Clarke, John McGeoch y Steven Severin, e interpretada por Siouxsie And The Banshees.[123]

## Posicionamiento en listas

### Semanales
| País              | Lista                          | Mejor posición |
| ----------------- | ------------------------------ | -------------- |
| Alemania          | German Top 100 Albums          | 1              |
| Argentina         | Argentian Top 10 Albums        | 1              |
| Australia         | ARIA Top 50 Albums             | 1              |
| Austria           | Ö3 Austria Top 40              | 1              |
| Bélgica (Flandes) | Ultratop 200 Albums            | 1              |
| Bélgica (Valonia) | Ultratop 200 Albums            | 1              |
| Canadá            | Canadian Albums                | 1              |
| Croacia           | Croatian Top 40 Albums         | 1              |
| Dinamarca         | Danish Top 40 Albums           | 3              |
| Escocia           | Scottish Albums                | 1              |
| Eslovaquia        | Slovak Top 100 Albums          | 1              |
| España            | Spanish Top 100 Albums         | 1              |
| Estados Unidos    | Billboard 200                  | 1              |
| Estados Unidos    | Top Streaming Albums           | 1              |
| Estados Unidos    | Top Album Sales                | 1              |
| Estados Unidos    | Top Dance Albums               | 1              |
| Estados Unidos    | Top Vinyl Albums               | 1              |
| Finlandia         | Finnish Top 50 Albums          | 1              |
| Francia           | French Top 200 Albums          | 2              |
| Grecia            | IFPI Top 75 Albums             | 12             |
| Hungría           | Album Top 40 Slágerlista       | 1              |
| Irlanda           | Irish Albums Chart             | 1              |
| Islandia          | Tonlist                        | 6              |
| Italia            | Italian Top 100 Albums         | 1              |
| Japón             | Japan Albums                   | 14             |
| Japón             | Billboard Japan Hot Albums     | 43             |
| Lituania          | Lithuanian Top 100 Albums      | 3              |
| Nigeria           | Nigerian Top 100 Albums        | 52             |
| Noruega           | Norwegian Top 40 Albums        | 1              |
| Nueva Zelanda     | New Zealand Top 40 Albums      | 1              |
| Países Bajos      | Dutch Top 100 Albums           | 2              |
| Polonia           | Polish Albums                  | 1              |
| Portugal          | Portuguese Top 50 Albums       | 1              |
| Reino Unido       | UK Albums Chart                | 1              |
| República Checa   | Czech Topp 100 Albums          | 1              |
| Suecia            | Swedish Top 60 Albums          | 2              |
| Suiza             | Swiss Hitparade Top 100 Albums | 1              |

## Certificaciones
| País           | Organismo certificador | Certificación | Ventas certificadas | Ref.    |
| -------------- | ---------------------- | ------------- | ------------------- | ------- |
| Bélgica        | BEA                    | Oro           | 10 000              | [ 198 ] |
| Brasil         | Pro-Música Brasil      | Platino       | 40 000              | [ 179 ] |
| Canadá         | Music Canada           | Oro           | 40 000              | [ 177 ] |
| Estados Unidos | RIAA                   | Platino       | 1 000               | [ 174 ] |
| España         | PROMUSICAE             | Oro           | 20 000              | [ 356 ] |
| Francia        | SNEP                   | Oro           | 50 000              | [ 191 ] |
| Italia         | FIMI                   | Oro           | 25 000              | [ 189 ] |
| Nueva Zelanda  | RIANZ                  | Oro           | 7 500               | [ 209 ] |
| Polonia        | ZPAV                   | Oro           | 10 000              | [ 199 ] |
| Reino Unido    | BPI                    | Oro           | 100 000             | [ 184 ] |

## Premios y nominaciones
| Año  | Premiación                      | Categoría      | Resultado | Ref.            |
| ---- | ------------------------------- | -------------- | --------- | --------------- |
| 2025 | Nickelodeon Kids' Choice Awards | Álbum favorito | Nominado  | [ 357 ]         |
| 2025 | MTV Video Music Awards          | Mejor álbum    | Pendiente | [ 227 ] [ 358 ] |

## Historial de lanzamientos
| País  | Fecha              | Formato(s)                                      | Discográfica       | Ref.           |
| ----- | ------------------ | ----------------------------------------------- | ------------------ | -------------- |
| Mundo | 7 de marzo de 2025 | CD, descarga digital, streaming, vinilo, casete | Interscope Records | [ 92 ] [ 341 ] |

## Créditos y personal
Los créditos están adaptados de las notas del álbum Mayhem.
Músicos
| - Lady Gaga – voz principal (todas las canciones), pads de sintetizador (pista 1), teclados (2–12), piano (5, 13, 14), Rhodes (7), sintetizador (11) - Andrew Watt – guitarra eléctrica (todas las canciones), batería (1–5, 7–13), bajo (1, 2, 4, 5, 7, 10, 11), percusión (1, 4, 5, 7, 8, 10, 11, 13), sintetizador, programación de bajo (1), teclados (2–13), programación de batería (2), guitarra acústica (4, 8, 13), caja rítmica (12) | - Cirkut – teclados, sintetizador (1–13), batería, programación (1), programación de batería (3–13), programación de bajo (3, 5–12) - Gesaffelstein – programación de batería, teclados, sintetizador (6, 7) - Chad Smith – batería (6) - Bruno Mars – voz principal, guitarra eléctrica (14) - D'Mile – bajo, batería (14) |

Técnicos
| - Randy Merrill – masterización - Serban Ghenea – mezcla - Paul Lamalfa – ingeniería - Charles Moniz – ingeniería (14) - Bryce Bordone – mezcla adicional | - Marco Sonzini – ingeniería adicional - Tyler Harris – ingeniería adicional - Tommy Turner – ingeniería adicional (1, 9, 10) - Nick Hodges – ingeniería adicional (5) - Alex Resoagli – ingeniería adicional (14) |